# Campionatul European de Scrimă din 2002
Campionatul European de Scrimă din 2002 s-a desfășurat în perioada 3-8 iunie la Moscova în Rusia.

## Rezultate

### Masculin
| Probă             | Aur                                                                        | Argint                                                               | Bronz                                                                       |
| Spadă             | Gábor Boczkó (HUN)                                                         | Pavel Kolobkov (RUS)                                                 | Géza Imre (HUN) · Iván Kovács (HUN)                                         |
| Spadă pe echipe   | Franța Érik Boisse Rémy Delhomme Jérôme Jeannet Frédéric Bouliere          | Polonia Tomasz Motyka Michał Sobieraj Marek Petraszek Adam Wiercioch | Ucraina Aleksandr Horbaciuk Dmîtro Kariucenko Maksîm Hvorost Dmîtro Ciumak  |
| Floretă           | Andrea Cassarà (ITA)                                                       | Simon Senft (GER)                                                    | Michael Ludwig (AUT) · Sławomir Mocek (POL)                                 |
| Floretă pe echipe | Italia Andrea Cassarà Marco Ramacci Simone Vanni Matteo Zennaro            | Franța Nicolas Beaudan Érik Friess Jérôme Weibel Victor Sintès       | Germania Christian Schlechtweg Simon Senft Richard Breutner Johannes Krüger |
| Sabie             | Stanislav Pozdniakov (RUS)                                                 | Serghei Șarikov (RUS)                                                | Mihai Covaliu (ROU) · Volodîmîr Lukașenko (UKR)                             |
| Sabie pe echipe   | Rusia Serghei Șarikov Aleksei Frosin Aleksei Diacenko Stanislav Pozdniakov | Italia Giacomo Guidi Aldo Montano Giampiero Pastore Luigi Tarantino  | Ungaria Tamás Decsi Domonkos Ferjancsik Kende Fodor Zsolt Nemcsik           |

### Feminin
| Probă             | Aur                                                                               | Argint                                                                 | Bronz                                                                  |
| Spadă             | Maureen Nisima (FRA)                                                              | Niki-Katerina Sidiropoulou (GRE)                                       | Liubov Șutova (RUS) · Oksana Ermakova (RUS)                            |
| Spadă pe echipe   | Ungaria Adrienn Hormay Hajnalka Kiraly Ildikó Mincza Hajnalka Tóth                | Rusia Karina Aznavurian Tatiana Logunova Oksana Jermakova Anna Sivkova | Ucraina Natalja Conrad Nadiya Kazimirchuk Olga Partala Yeva Vîbornova  |
| Floretă           | Sylwia Gruchała (POL)                                                             | Laura Badea (ROU)                                                      | Svetlana Boiko (RUS) · Roxana Scarlat (ROU)                            |
| Floretă pe echipe | Polonia Sylwia Gruchala Magdalena Mroczkiewicz Anna Rybicka Małgorzata Wojtkowiak | Ungaria Aida Mohamed Edina Knapek Katalin Varga Gabriella Varga        | Rusia Svetlana Boiko Ekaterina Iușeva Iulia Hakimova Viktoria Nikișina |
| Sabie             | Cécile Argiolas (FRA)                                                             | Elena Neceaeva (RUS)                                                   | Orsolya Nagy (HUN) · Irina Bajenova (RUS)                              |
| Sabie pe echipe   | Rusia Elena Neceaeva Irina Bajenova Natalia Makeeva Elizaveta Gorst               | Ungaria Orsolya Nagy Edina Csaba Gabriella Sznopek Annamaria Nagy      | Azerbaidjan Iana Siukajeva Anjela Volkova Elena Jemayeva Elena Amirova |

### Clasament pe medalii
| Loc   | Țară        | Aur | Argint | Bronz | Total |
| ----- | ----------- | --- | ------ | ----- | ----- |
| 1     | Rusia       | 3   | 4      | 5     | 12    |
| 2     | Franța      | 3   | 1      | 0     | 4     |
| 3     | Ungaria     | 2   | 2      | 4     | 8     |
| 4     | Polonia     | 2   | 1      | 1     | 4     |
| 5     | Italia      | 2   | 1      | 0     | 3     |
| 6     | România     | 0   | 1      | 2     | 3     |
| 7     | Germania    | 0   | 1      | 1     | 2     |
| 8     | Grecia      | 0   | 1      | 0     | 1     |
| 9     | Ucraina     | 0   | 0      | 3     | 3     |
| 10    | Azerbaidjan | 0   | 0      | 1     | 1     |
| 10    | Austria     | 0   | 0      | 1     | 1     |
| Total | Total       | 12  | 12     | 18    | 42    |